# World Games 2017/Teilnehmer (San Marino)
| Gelbes Symbol für Goldmedaillen mit stilisierten Olympischen Ringen | Graues Symbol für Silbermedaillen mit stilisierten Olympischen Ringen | Braundes Symbol für Bronzemedaillen mit stilisierten Olympischen Ringen |
| ------------------------------------------------------------------- | --------------------------------------------------------------------- | ----------------------------------------------------------------------- |
| —                                                                   | 1                                                                     | —                                                                       |

San Marino nahm in Breslau an den World Games 2017 teil. San Marino nominierte nur zwei Athleten, die beide an den Wettbewerben im Boules teilnahmen.

## Teilnehmer nach Sportarten

### Boules
Die Gruppenphase der Gruppe B beendete das Raffa-Doppel auf dem 2. Platz, der sie für das Halbfinale qualifizierte. San Marino erreichte das Finale, wo man sich Italien 12-7 geschlagen geben musste.
Ursprünglich wollte Jacopo Frisoni auch im Raffa Einzel antreten, doch der Wettbewerb wurde abgesagt.
| Athleten                        | Wettbewerb   | Vorrunde                                        | Vorrunde | Vorrunde                      | Vorrunde | Vorrunde                                        | Vorrunde | Halbfinale                    | Halbfinale | Finale / Platz 3                      | Finale / Platz 3 | Rang     |
| Athleten                        | Wettbewerb   | Gegner                                          | Ergebnis | Gegner                        | Ergebnis | Gegner                                          | Ergebnis | Gegner                        | Ergebnis   | Gegner                                | Ergebnis         | Rang     |
| ------------------------------- | ------------ | ----------------------------------------------- | -------- | ----------------------------- | -------- | ----------------------------------------------- | -------- | ----------------------------- | ---------- | ------------------------------------- | ---------------- | -------- |
| Männer                          |              |                                                 |          |                               |          |                                                 |          |                               |            |                                       |                  |          |
| Jacopo Frisoni                  | Raffa Einzel | abgesagt                                        | abgesagt | abgesagt                      | abgesagt | abgesagt                                        | abgesagt | abgesagt                      | abgesagt   | abgesagt                              | abgesagt         | abgesagt |
| Enrico Dall’Olmo Jacopo Frisoni | Raffa Doppel | Aldo Bavestrello Sturla Rodolfo Galvez Monsalve | 12:9     | Gunther Baur Philipp Wolfgang | 5:12     | Aldo Bavestrello Sturla Rodolfo Galvez Monsalve | 12:6     | Volnei Branchi Nei Luiz Cenci | 12:10      | Giuliano Di Nicola Gianluca Formicone | 7:12             | Silber   |